# Aeroportul Internațional Crnl. FAP Carlos Ciriani Santa Rosa
Aeroportul Internațional Crnl. FAP Carlos Ciriani Santa Rosa (IATA: TCQ, ICAO: SPTN) este un aeroport din Tacna, Tacna⁠(d), Provincia Tacna, Tacna, Peru ce deservește zona Tacna. Aeroportul a fost tranzitat în 2022 de 387.045 de pasageri.
Situat la o altitudine de 469 m, aeroportul dispune de o singură pistă. Este operat de Aeropuertos Andinos del Perú⁠(d).